# Steely Dan
Steely Dan es una banda de rock estadounidense fundada en 1971 en el Bard College en Annandale-on-Hudson, Nueva York por los miembros principales Walter Becker (guitarras, bajo, coros) y Donald Fagen (teclados, voz principal). Combinando elementos de rock, jazz, música latina, R&B, blues y una producción de estudio sofisticada con letras crípticas e irónicas, la banda disfrutó de un éxito comercial y de crítica desde principios de la década de 1970 hasta su separación en 1981. Inicialmente, la banda tenía una formación principal, pero en 1974, Becker y Fagen retiraron a la banda de las presentaciones en vivo por completo para convertirse en una banda de estudio solo, optando por grabar con un elenco rotatorio de músicos de sesión. Rolling Stone los ha llamado "los antihéroes musicales perfectos para los años setenta".
Después de que el grupo se disolvió en 1981, Becker y Fagen tuvieron menor actividad durante la mayor parte de la siguiente década, aunque un culto de seguidores permaneció dedicado al grupo. Desde su reunión en 1993, Steely Dan ha realizado giras constantes y ha lanzado dos álbumes de material nuevo, el primero de los cuales, Two Against Nature, ganó un premio Grammy por Álbum del año. Han vendido más de 40 millones de álbumes en todo el mundo y fueron incluidos en el Salón de la Fama del Rock and Roll en marzo de 2001. VH1 clasificó a Steely Dan en el puesto 82 en su lista de los 100 mejores artistas musicales de todos los tiempos. Rolling Stone los clasificó en el puesto número 15 en su lista de los 20 mejores dúos de todos los tiempos. El miembro fundador Walter Becker murió el 3 de septiembre de 2017, dejando a Fagen como el único miembro oficial.

## Historia

### Años de formación y primeros años (1967-1972)
Becker y Fagen se conocieron en 1967 en Bard College, en Annandale-on-Hudson, Nueva York. Cuando Fagen pasaba por un café, The Red Balloon, escuchó a Becker practicar la guitarra eléctrica. En una entrevista, Fagen relató la experiencia: "Escuché a este tipo practicar, y sonó muy profesional y contemporáneo. En realidad sonaba como, ya sabes, como una persona negra". Se presentó a Becker y le preguntó: "¿Quieres estar en una banda?". Al descubrir que disfrutaban de música similar, los dos comenzaron a escribir canciones juntos.
Becker y Fagen comenzaron a tocar en grupos locales. Uno de esos grupos, conocido como el Don Fagen Jazz Trio, Bad Rock Group y más tarde Leather Canary, que incluyó a la futura estrella de la comedia Chevy Chase en la batería. Tocaron versiones de canciones de The Rolling Stones ("Dandelion"), Moby Grape ("Hey Grandma") y Willie Dixon ("Spoonful"), así como algunas composiciones originales. Terence Boylan, otro músico de Bard, recordó que Fagen se adaptó fácilmente a la vida beatnik mientras asistía a la universidad: "Nunca salieron de su habitación, se quedaban despiertos toda la noche. Parecían fantasmas: cuellos de tortuga negros y piel tan blanca que parecía yogur. Absolutamente ninguna actividad, fumaban Lucky Strikes y droga ". El mismo Fagen lo recordaría más tarde como "probablemente la única vez en mi vida que tuve amigos".
Después de que Fagen se graduó en 1969, los dos se mudaron a Brooklyn e intentaron vender sus canciones en el Brill Building en el centro de Manhattan. Kenny Vance (de Jay and the Americans), que tenía una oficina de producción en el edificio, se interesó por su música, lo que lo llevó a trabajar en la banda sonora de la película de bajo presupuesto de Richard Pryor, You've Got to Walk It Like You Talk It or You'll Lose That Beat. Becker dijo más tarde sin rodeos: "Lo hicimos por el dinero". Una serie de demos de 1968 a 1971 están disponibles en múltiples versiones diferentes, no autorizadas por Becker y Fagen. Esta colección cuenta con aproximadamente 25 pistas y se destaca por sus arreglos escasos (Fagen toca el piano solo en muchas canciones) y producción lo-fi, un contraste con el trabajo posterior de Steely Dan. Aunque algunas de estas canciones ("Caves of Altamira", "Brooklyn", "Barrytown") se volvieron a grabar para los álbumes de Steely Dan, la mayoría nunca se lanzaron oficialmente.
Becker y Fagen se unieron a la banda de gira de Jay and the Americans durante aproximadamente un año y medio. Al principio se les pagaba $100 por espectáculo, pero a la mitad de su mandato el gerente de gira de la banda redujo sus salarios a la mitad. El cantante principal del grupo, Jay Black, apodó a Becker y Fagen "el Manson y Starkweather del rock 'n' roll", refiriéndose al líder cultista Charles Manson y al asesino itinerante Charles Starkweather.
Tuvieron poco éxito después de mudarse a Brooklyn, aunque Barbra Streisand grabó su canción "I Mean To Shine" en su álbum Barbra Joan Streisand de 1971. Su suerte cambió cuando uno de los asociados de Vance, Gary Katz, se mudó a Los Ángeles para convertirse en productor de ABC Records. Él contrató a Becker y Fagen como compositores, por lo que volaron a California. Katz produciría todos sus álbumes de la década de 1970 en colaboración con el ingeniero Roger Nichols. Nichols ganaría seis premios Grammy por su trabajo con la banda desde la década de 1970 hasta 2001.
Al darse cuenta también de que sus canciones eran demasiado complejas para otros artistas de ABC, por sugerencia de Katz, Becker y Fagen formaron su propia banda con los guitarristas Denny Dias y Jeff "Skunk" Baxter, el baterista Jim Hodder y el cantante David Palmer, y Katz los contrató para ABC como artistas de grabación. Fanáticos de la literatura de la generación Beat, Fagen y Becker nombraron a la banda en honor a un consolador "revolucionario" a vapor mencionado en la novela Naked Lunch de William S. Burroughs. Palmer se unió como segundo vocalista principal debido al miedo escénico ocasional de Fagen, su renuencia a cantar frente a una audiencia y porque el sello creía que su voz no era lo suficientemente "comercial".
En 1972, ABC publicó el primer sencillo de Steely Dan, "Dallas", respaldado por "Sail the Waterway". La distribución de copias "en existencia" disponibles para el público en general fue aparentemente extremadamente limitada; el sencillo se vendió tan mal que las copias promocionales están mucho más disponibles que las copias en existencia en el mercado actual de coleccionistas. Hasta 2015, "Dallas" y "Sail the Waterway" son las únicas pistas de Steely Dan lanzadas oficialmente que no se han reeditado en casete o disco compacto. En una entrevista de 1995, Becker y Fagen llamaron a las canciones "apestosas". "Dallas" fue posteriormente versionada por Poco en su álbum Head Over Heels.

### Can't Buy a ThrillyCountdown to Ecstasy(1972–1973)
Can't Buy a Thrill, el álbum debut de Steely Dan, fue lanzado en 1972. Sus exitosos sencillos "Do It Again" y "Reelin' in the Years" alcanzaron el número 6 y el número 11 respectivamente en la lista de sencillos de Billboard. Junto con "Dirty Work" (cantada por David Palmer), las canciones se convirtieron en clásicos de la radio progresiva.
Debido a la renuencia de Fagen a cantar en vivo, Palmer se encargó de la mayoría de las vocales en el escenario. Durante la primera gira, sin embargo, Katz y Becker decidieron que preferían las interpretaciones de Fagen de las canciones de la banda, convenciéndolo de que se hiciera cargo. Palmer dejó silenciosamente el grupo mientras este grababa su segundo álbum; más tarde coescribió el éxito "Jazzman" (de 1974) con Carole King.
Publicado en 1973, Countdown to Ecstasy no tuvo tanto éxito comercial como el primer álbum de Steely Dan. Becker y Fagen estaban descontentos con algunas de las actuaciones del disco y creyeron que se vendió mal porque se había grabado apresuradamente durante la gira. Los sencillos del álbum fueron "Show Biz Kids" y "My Old School", los cuales se mantuvieron en la mitad inferior de las listas de Billboard (aunque "My Old School" y, en menor medida, "Bodhisattva" se convirtieron en clásicos de las radios FM con el tiempo).

### Pretzel LogicyKaty Lied(1974–1976)

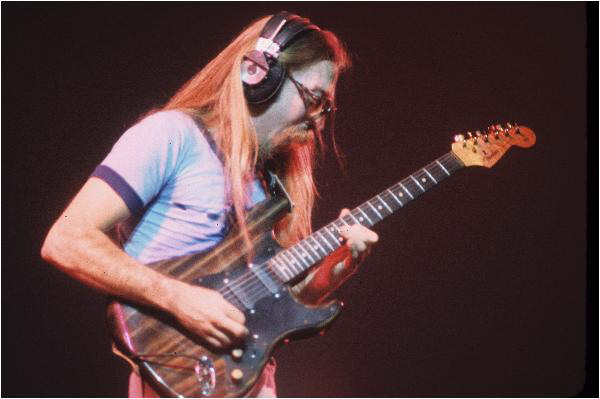
El guitarrista Jeff "Skunk" Baxter dejó Steely Dan en 1974 cuando dejaron de tocar en vivo y comenzaron a trabajar exclusivamente en el estudio.

Pretzel Logic fue lanzado a principios de 1974. Un álbum diverso que incluye el sencillo más exitoso del grupo, "Rikki Don't Lose That Number" (n.º 4 en el Billboard Hot 100), y una interpretación nota por nota de la canción de Duke Ellington y James "Bubber" Miley "East St. Louis Toodle-Oo".
Durante la gira del álbum anterior, la banda había agregado al vocalista y percusionista Royce Jones, al vocalista y tecladista Michael McDonald y al baterista de sesión Jeff Porcaro. Porcaro tocó la única pista de batería en una canción, "Night By Night" en Pretzel Logic (Jim Gordon tocó la batería en todas las pistas restantes, y él y Porcaro tocaron en "Parker's Band"), reflejando la creciente dependencia de Steely Dan en los músicos de sesión (incluidos Dean Parks y Rick Derringer). Jeff Porcaro y el pianista de Katy Lied David Paich formarían Toto años después. Buscando la perfección, Becker y Fagen a veces pedían a los músicos que grabaran hasta cuarenta tomas de cada pista.
Pretzel Logic fue el primer álbum de Steely Dan en presentar a Walter Becker en la guitarra. "Una vez que conocí [al músico de sesión] Chuck Rainey", explicó, "sentí que realmente ya no era necesario que llevara mi bajo al estudio".
Comenzó a crecer una brecha entre Becker-Fagen y los otros miembros de Steely Dan (particularmente Baxter y Hodder), que querían hacer una gira. A Becker y Fagen no les gustaban las giras constantes y querían concentrarse únicamente en escribir y grabar. Los otros miembros dejaron gradualmente la banda, desanimados por esto y por sus roles cada vez menores en el estudio. Sin embargo, Dias permaneció con el grupo hasta Gaucho y Michael McDonald contribuyo con la voz hasta la pausa de veinte años del grupo después de Gaucho. Baxter y McDonald se unieron a The Doobie Brothers. La última actuación de Steely Dan en la gira fue el 5 de julio de 1974, un concierto en el Santa Monica Civic Auditorium en California.
Becker y Fagen reclutaron a un grupo diverso de músicos de sesión para Katy Lied, incluidos Porcaro, Paich y McDonald, así como al guitarrista Elliott Randall, el saxofonista de jazz Phil Woods, el saxofonista/bajista Wilton Felder, el percusionista/vibrafonista /teclista Victor Feldman, el teclista (y luego productor) Michael Omartian, y el guitarrista Larry Carlton, siendo Dias, Becker y Fagen los únicos miembros originales de Steely Dan. El álbum se convirtió en disco de oro gracias a "Black Friday" y "Bad Sneakers", pero Becker y Fagen estaban tan insatisfechos con el sonido del álbum (comprometido por un sistema de reducción de ruido DBX defectuoso) que se disculparon públicamente por ello (en la parte posterior de la carátula del álbum) y durante años se negaron a escucharlo en su forma definitiva. Katy Lied también incluyó las canciones  "Doctor Wu" y "Chain Lightning".

### The Royal ScamyAja(1976–1978)
The Royal Scam fue lanzado en mayo de 1976. En parte debido a las destacadas contribuciones de Carlton, es el álbum más orientado a la guitarra de la banda. También cuenta con actuaciones del baterista de sesión Bernard Purdie. El álbum se vendió bien en los Estados Unidos, aunque sin la fuerza de un sencillo exitoso. En el Reino Unido, el sencillo "Haitian Divorce" (Top 20) impulsó las ventas de álbumes, convirtiéndose en el primer gran éxito de Steely Dan allí. El sexto álbum de Steely Dan, Aja, con influencias del jazz, fue lanzado en septiembre de 1977. Aja alcanzó el Top cinco en las listas de Estados Unidos en tres semanas, ganando el premio Grammy por "Mejor produccion de grabacion - no clasica". También fue uno de los primeros LP estadounidenses en ser certificado como disco de platino por ventas de más de 1 millón de álbumes.
Con los coros de Michael McDonald, "Peg" (n.º 11) fue el primer sencillo del álbum, seguido de "Josie" (n.º 26) y "Deacon Blues" (n.º 19). Aja solidificó la reputación de Becker y Fagen como compositores y perfeccionistas del estudio. Cuenta con estrellas del jazz y la fusión como los guitarristas Larry Carlton y Lee Ritenour; el bajista Chuck Rainey; los saxofonistas Wayne Shorter, Pete Christlieb y Tom Scott; los bateristas Steve Gadd, Rick Marotta y Bernard Purdie; el pianista Joe Sample y el ex pianista/vibrafonista de Miles Davis Victor Feldman y el productor y arreglista ganador del premio Grammy Michael Omartian (piano).
Planeando hacer una gira en apoyo de Aja, Steely Dan reunió una banda en vivo. Los ensayos terminaron y la gira se canceló cuando los músicos de respaldo comenzaron a comparar la paga. La historia del álbum se documentó en un episodio de la serie de TV y DVD Classic Albums.
Después del éxito de Aja, se pidió a Becker y Fagen que escribieran la canción principal de la película FM. La película fue un desastre de taquilla, pero la canción fue un éxito, lo que le valió a Steely Dan otro premio Grammy. Fue un éxito menor en el Reino Unido y apenas se perdió el Top 20 en los EE. UU.

### Gauchoy separación (1978–1981)
Becker y Fagen se tomaron un descanso de la composición durante la mayor parte de 1978 antes de comenzar a trabajar en Gaucho. El proyecto no iría bien: los reveses técnicos, legales y personales retrasaron el lanzamiento del álbum y, posteriormente, llevaron a Becker y Fagen a suspender su asociación durante más de una década.
Las desgracias comenzaron temprano cuando un ingeniero asistente borró accidentalmente la mayor parte de "The Second Arrangement", una de las canciones favoritas de Katz y Nichols, que nunca se recuperó. Siguieron más problemas, esta vez legales. En marzo de 1979, MCA Records compró ABC y durante gran parte de los dos años siguientes Steely Dan no pudo lanzar un álbum. Becker y Fagen habían planeado dejar ABC por Warner Bros. Records, pero MCA reclamó la propiedad de su música, impidiéndoles cambiar de sello.
Los problemas en la vida personal de Becker también interfirieron. Su novia murió de una sobredosis de drogas en su apartamento de Upper West Side, y fue demandado por 17 millones de dólares. Becker llegó a un acuerdo fuera de la corte, pero quedó impactado por las acusaciones y por la cobertura de prensa sensacionalista que siguió. Poco después, Becker fue atropellado por un taxi mientras cruzaba una calle de Manhattan, rompiéndose la pierna derecha en varios lugares y obligándolo a usar muletas.
Vendrían más problemas legales. El compositor de jazz Keith Jarrett demandó a Steely Dan por infracción de derechos de autor, alegando que habían basado la canción homónima de Gaucho en una de sus composiciones, "Long As You Know You're Living Yours" (Fagen admitió más tarde que le había encantado la canción y que había sido una fuerte influencia).
Gaucho fue finalmente liberado en noviembre de 1980. A pesar de su tortuosa historia, fue otro gran éxito. El primer sencillo del álbum, "Hey Nineteen", alcanzó el número 10 en la lista de éxitos a principios de 1981, y "Time Out of Mind" (con el guitarrista Mark Knopfler de Dire Straits) fue un éxito moderado en la primavera. "My Rival" apareció en la película Phobia de John Huston de 1980. Roger Nichols ganó un tercer premio Grammy por su trabajo en el álbum.

### Entretiempo (1981-1993)
Steely Dan se disolvió en junio de 1981. Becker se mudó a Maui, donde se convirtió en un "granjero de aguacates y autodenominado crítico de la escena contemporánea". Dejó de consumir drogas, que él había utilizado durante la mayor parte de su carrera.  Mientras tanto, Fagen lanzó un álbum en solitario, The Nightfly (1982), que fue disco de platino tanto en los Estados Unidos como en el Reino Unido y obtuvo el éxito Top Twenty "I.G.Y. (What a Beautiful World)". En 1988 Fagen escribió la banda sonora de Bright Lights, Big City y una canción para su banda sonora, pero por lo demás grabó poco. Ocasionalmente realizó trabajos de producción para otros artistas, al igual que Becker. El más destacado de ellos fueron dos álbumes que Becker produjo para el grupo británico de sophisti-pop China Crisis, que fueron fuertemente influenciados por Steely Dan. Becker figura como miembro oficial de China Crisis en el primero de estos álbumes, Flaunt the Imperfection de 1985, y tocó los teclados en el éxito de la banda en el Reino Unido, "Black Man Ray". Para el segundo de los dos álbumes, Diary of a Hollow Horse de 1989, Becker solo aparece como productor y no como miembro de la banda.
En 1986, Becker y Fagen tocaron en Zazu, un álbum de la ex modelo Rosie Vela producido por Gary Katz. Los dos reavivaron su amistad y mantuvieron sesiones de composición entre 1986 y 1987, dejando los resultados sin terminar. El 23 de octubre de 1991, Becker asistió a un concierto de New York Rock and Soul Revue, cofundada por Fagen y la productora y cantante Libby Titus (quien fue durante muchos años socia de Levon Helm de The Band y más tarde se convertiría en la esposa de Fagen), y espontáneamente tocó con el grupo.
Becker produjo el segundo álbum en solitario de Fagen, Kamakiriad, en 1993. Fagen concibió el álbum como una secuela de The Nightfly.

### Reunión yAlive in America(1993–2000)

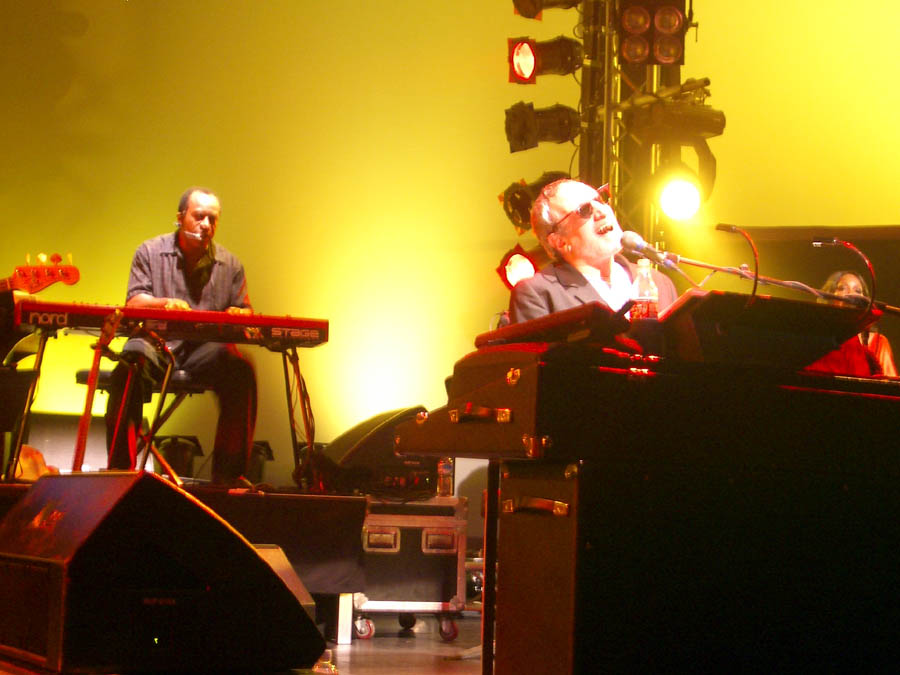
Steely Dan, fotografiados aquí en 2007, realizaron giras frecuentes después de reformarse en 1993.

Becker y Fagen se reunieron para una gira estadounidense para promocionar Kamakiriad, que se vendió poco a pesar de una nominación al Grammy por Álbum del año. Con Becker tocando la guitarra principal y rítmica, la pareja formó una banda que incluía un segundo teclista, un segundo guitarrista principal, bajista, baterista, vibrafonista, tres coristas femeninas y una sección de saxofón de cuatro piezas. Entre los músicos de la banda en vivo, varios continuarían trabajando con Steely Dan durante la próxima década, incluido el bajista Tom Barney y los saxofonistas Cornelius Bumpus y Chris Potter. Durante esta gira, Fagen se presentó como "Rick Strauss" y Becker como "Frank Poulenc".
Al año siguiente, MCA lanzó Citizen Steely Dan, un box-set con todo su catálogo (excepto su single debut "Dallas"/"Sail The Waterway") en cuatro CDs, más cuatro pistas adicionales: "Here at the Western World" (originalmente lanzado en 1978 "Greatest Hits"), "FM" (sencillo de 1978), una demo de 1971 de "Everyone's Gone to the Movies" y "Bodhisattva (live)", este último grabado en un casete en 1974 y lanzado como B-Side en 1980. Ese año Becker lanzó su álbum debut en solitario, 11 Tracks of Whack, que Fagen coprodujo.
Steely Dan realizó una gira nuevamente en apoyo del box set y Tracks. En 1995 lanzaron un CD en vivo, Alive in America, compilado a partir de grabaciones de varios conciertos de 1993 y 1994. Siguió la gira Art Crimes Tour, que incluyó fechas en los Estados Unidos, Japón y sus primeros shows europeos en 22 años. Después de esta actividad, Becker y Fagen regresaron al estudio para comenzar a trabajar en un nuevo álbum.

### Two Against NatureyEverything Must Go(2000–2003)
En el año 2000 Steely Dan lanzó su primer álbum de estudio en 20 años: Two Against Nature. Ganó cuatro premios Grammy: Mejor producción de álbum no clásico, Mejor álbum pop, Mejor interpretación pop por dúo o grupo con voz ("Cousin Dupree") y Álbum del año (a pesar de la competencia en esta categoría de The Marshall Mathers LP de Eminem y Kid A de Radiohead). En el verano de 2000, comenzaron otra gira estadounidense, seguida de una gira internacional más tarde ese año. La gira contó con el guitarrista Jon Herington, quien tocaría con la banda durante las próximas dos décadas. El grupo lanzó el DVD Plush TV Jazz-Rock Party, que documenta un concierto en vivo en el estudio de canciones populares de toda la carrera de Steely Dan. En marzo de 2001, Steely Dan fue incluido en el Salón de la Fama del Rock and Roll.
En 2003 Steely Dan lanzó Everything Must Go. En contraste con sus anteriores trabajos, habían intentado escribir música que capturara una sensación en vivo. Becker cantó la voz principal en un álbum de estudio de Steely Dan por primera vez ("Slang of Ages" - previamente había cantado su canción "Book of Liars" en Alive in America). Menos músicos de sesión tocaron en Everything Must Go de los que se habían convertido en los típicos álbumes de Steely Dan: Becker tocó el bajo en cada pista y la guitarra principal en cinco pistas; Fagen agregó piano, piano eléctrico, órgano, sintetizadores y percusión además de su voz; El baterista de gira Keith Carlock tocó en cada pista.

#### Despido de Roger Nichols
En 2002, durante la grabación de Everything Must Go, Becker y Fagen despidieron a su ingeniero Roger Nichols, quien había trabajado con ellos durante 30 años, sin explicación ni notificación, según la revisión de 2018 del biógrafo de la banda Brian Sweet de su libro Reelin 'in the Years.

### Giras y actividad en solitario (2003-2017)
Para completar la trilogía de Nightfly, Fagen publicó Morph the Cat en 2006. Steely Dan volvió a sus giras anuales ese año con la gira Steelyard "Sugartooth" McDan And The Fab-Originees.com Tour.  A pesar de muchas fluctuaciones en la membresía, la banda en vivo contó con Herington, Carlock, el bajista Freddie Washington, la sección de trompetas de Michael Leonhart, Jim Pugh, Roger Rosenberg y Walt Weiskopf, y las coristas Carolyn Leonhart y Cindy Mizelle. La gira Heavy Rollers Tour de 2007 incluyó fechas en Norteamérica, Europa, Japón, Australia y Nueva Zelanda, lo que la convirtió en su gira más extensa.
El más pequeño Think Fast Tour siguió en 2008, con el tecladista Jim Beard uniéndose a la banda de acompañamiento. Ese año Becker lanzó un segundo álbum, Circus Money, producido por Larry Klein e inspirado en la música jamaiquina. En 2009, Steely Dan realizó una extensa gira por Europa y América en su Left Bank Holiday and Rent Party Tour, alternando entre conciertos estándar de una sola fecha en lugares grandes y espectáculos de teatro de varias noches que presentaban actuaciones de The Royal Scam, Aja o Gaucho en su totalidad. en ciertas noches. Al año siguiente, Fagen formó el supergrupo de gira Dukes of September Rhythm Revue con McDonald, Boz Scaggs y miembros de la banda en vivo de Steely Dan, cuyo repertorio incluía canciones de los tres compositores. El veterano ingeniero de estudio Roger Nichols murió de cáncer de páncreas el 10 de abril de 2011. La gira Shuffle Diplomacy Tour de Steely Dan de ese año incluyó una lista de canciones ampliada y fechas en Australia y Nueva Zelanda. Fagen lanzó su cuarto álbum, Sunken Condos, en 2012. Fue su primer lanzamiento en solitario no relacionado con la trilogía Nightfly.
El The Mood Swings: 8 Miles to Pancake Day Tour comenzó en julio de 2013 y contó con una estancia de ocho noches en el Beacon Theatre de la ciudad de Nueva York.  Jamalot Ever After, su gira por Estados Unidos en 2014, se desarrolló desde el 2 de julio en Portland, Oregón hasta el 20 de septiembre en Port Chester, Nueva York. La gira Rockabye Gollie Angel Tour de 2015 incluyendo como acto de apertura a Elvis Costello And The Imposters y fechas en el Festival de Música y Artes de Coachella Valley. La gira Dan Who Knew Too Much siguió en 2016, con Steve Winwood como acto de apertura. Steely Dan también actuó en The Hollywood Bowl en Los Ángeles con una orquesta acompañante.
La banda tocó sus shows finales con Becker en 2017. En abril, tocaron la residencia de 12 conciertos Reelin 'In the Chips en Las Vegas y el sur de California. La última actuación de Becker se produjo el 27 de mayo en el Greenwich Town Party en Greenwich, Connecticut. Debido a una enfermedad, Becker no tocó en los dos conciertos Classics East y West de Steely Dan en el Dodger Stadium y Citi Field en julio. Fagen se embarcó en una gira ese verano con una nueva banda de acompañamiento, The Nightflyers.

### Después de la muerte de Becker (2017-presente)
Becker murió por complicaciones de cáncer de esófago el 3 de septiembre de 2017. En una nota enviada a los medios de comunicación, Fagen recordó a su viejo amigo y compañero de banda, y prometió "mantener viva la música que creamos juntos el mayor tiempo posible con la banda Steely Dan". Después de la muerte de Becker, Steely Dan cumplió sus compromisos para realizar una corta gira por Norteamérica en octubre de 2017 y tres conciertos en el Reino Unido e Irlanda para Bluesfest en un cartel doble con The Doobie Brothers. La banda tocó su primer concierto tras la muerte de Becker en Thackerville, Oklahoma, el 13 de octubre. En homenaje a Becker, interpretaron su canción en solitario "Book of Liars", con Fagen como voz principal, en varios conciertos de la gira.
La viuda y la herencia de Becker demandaron a Fagen más tarde ese año, argumentando que la herencia debería controlar el 50% de las acciones de la banda. Fagen presentó una contrademanda, argumentando que la banda había elaborado planes en 1972 indicando que los miembros que abandonaran la banda o murieran cederian partes de la producción de la banda a los miembros supervivientes. En diciembre, Fagen dijo que hubiera preferido retirar el nombre de Steely Dan después de la muerte de Becker, y en su lugar habría realizado una gira con la versión actual del grupo con otro nombre, pero los promotores lo persuadieron de no hacerlo por razones comerciales.
En 2018, Steely Dan actuó en una gira de verano por los Estados Unidos con The Doobie Brothers como co-cabezas de cartel. La banda también tocó en una residencia de nueve shows en el Beacon Theatre en la ciudad de Nueva York ese octubre. En febrero de 2019, la banda se embarcó en una gira por Gran Bretaña con Steve Winwood. El guitarrista Connor Kennedy de The Nightflyers se unió a la banda en vivo, comenzando con una residencia de nueve noches en The Venetian Resort en Las Vegas en abril de 2019.
Steely Dan fue uno de los cientos de artistas cuyo material fue destruido en el incendio de Universal de 2008.

## Estilo musical y lírico

### Música

#### Sonido en general
Se presta especial atención al sonido individual de cada instrumento. La grabación se realiza con la máxima fidelidad y atención al detalle sonoro, y se mezcla para que todos los instrumentos se escuchen y ninguno tenga una prioridad indebida. Sus álbumes también son notables por el característico sonido de producción "cálido" y "seco", y el uso moderado del eco y la reverberación.

#### Voces de acompañamiento
Becker y Fagen favorecieron un estilo de coros claramente influenciado por el soul, que después de los primeros álbumes casi siempre fue interpretado por un coro femenino (aunque Michael McDonald aparece de manera prominente en varias pistas, incluida la canción de 1975 "Black Friday" y la canción de 1977 "Peg"). Venetta Fields, Sherlie Matthews y Clydie King fueron el trío preferido para coros en los álbumes de finales de la década de 1970 del grupo. Otros coristas incluyen a Timothy B. Schmit, Tawatha Agee, Brenda White-King, Carolyn Leonhart, Janice Pendarvis, Catherine Russell, Cynthia Calhoun, Victoria Cave, Cindy Mizelle y Jeff Young. La banda también contó con cantantes como Patti Austin y Valerie Simpson en proyectos posteriores como Gaucho.

#### Vientos
Los arreglos de vientos se han utilizado en canciones de todos los álbumes de Steely Dan. Suelen contar con instrumentos como trompetas, trombones y saxofones, aunque también han utilizado otros instrumentos como flautas y clarinetes. Las partes de trompeta ocasionalmente integran líneas de sintetizador simples para alterar la calidad del tono de las líneas de trompeta individuales; por ejemplo en "Deacon Blues" esto se hizo para "espesar" una de las líneas de saxofón. En sus álbumes anteriores, Steely Dan contó con arreglistas invitados y en sus álbumes posteriores el trabajo de arreglos se atribuye a Fagen.

#### Composición y uso de acordes
Steely Dan es famoso por su uso de secuencias de acordes y armonías que exploran el área de tensión musical entre los sonidos tradicionales del pop y el jazz. En particular, son conocidos por su uso del acorde add 2, un tipo de acorde de tono añadido, al que apodaron mu mayor. Otros acordes comunes utilizados por Steely Dan incluyen acordes de barra.

### Letras
La temática lírica de Steely Dan es diversa, pero en su enfoque básico a menudo crean personajes ficticios que participan en una narrativa o situación. El dúo ha dicho que, en retrospectiva, la mayoría de sus álbumes tienen una "sensación" de Los Ángeles o la ciudad de Nueva York, las dos ciudades principales donde Becker y Fagen vivieron y trabajaron. En sus canciones aparecen personajes que evocan estas ciudades. Las letras de Steely Dan son a menudo desconcertantes para el oyente, con el verdadero significado de la canción "sin codificar" a través de la escucha repetida, y una comprensión más rica de las referencias dentro de la letra. En la canción "Everyone's Gone to the Movies", la frase "I know you're used to 16 or more, sorry we only have eight" (traducido como "Sé que estás acostumbrado a 16 o más, lo siento, solo tenemos ocho") no se refiere al recuento de algún artículo, sino a las películas de 8 mm, que eran de menor calidad a las películas de 16 mm o mayores, utilizadas a menudo para la pornografía, lo que subraya la ilicitud de las fiestas cinematográficas del Sr. LaPage.
Temáticamente, Steely Dan crea un universo poblado por perdedores, espeluznantes y soñadores fracasados, a menudo víctimas de sus propias obsesiones y delirios. Estos motivos se introducen en la primera canción de éxito de Dan, "Do It Again", que contiene una descripción de un vaquero asesino que golpea la horca, un hombre del que se aprovecha una novia infiel y un jugador obsesivo, todos los cuales no pueden para comandar sus propios destinos; temas similares de estar atrapado en una espiral de muerte creada por uno mismo aparecen a lo largo de su catálogo. Otros temas que exploran incluyen el prejuicio, el envejecimiento, la pobreza y el hastío de la clase media.
Muchos dirían que Steely Dan nunca escribió una canción de amor genuina, sino que se ocupó de la pasión personal bajo la apariencia de una obsesión destructiva. Muchas de sus canciones se refieren al amor, pero lo típico de las canciones de Steely Dan es un giro irónico o perturbador en la letra que revela una realidad más oscura. Por ejemplo, el "amor" expresado se trata en realidad de prostitución ("Pearl of the Quarter"), incesto ("Cousin Dupree"), pornografía ("Everyone's Gone to the Movies") o algún otro tema socialmente inaceptable. Sin embargo, algunas de sus primeras demos muestran a Fagen y Becker expresando su romance, incluyendo "This Seat's Been Taken", "Oh, Wow, It's You" y "Come Back Baby".
Las letras de Steely Dan contienen referencias sutiles y codificadas, expresiones de jerga inusuales (y a veces originales) y una amplia variedad de "juegos de palabras". Las letras oscuras y en ocasiones provocadoras han dado lugar a considerables esfuerzos por parte de los fanes para explicar el "significado interno" de ciertas canciones. El jazz es un tema recurrente, y hay muchas otras referencias y alusiones cinematográficas, televisivas y literarias, como "Home at Last" (de Aja), que se inspiró en la Odisea de Homero.
Algunas de sus letras son notables por sus inusuales patrones métricos; un excelente ejemplo de esto es su éxito de 1972 "Reelin 'In the Years", que incluye un número inusualmente grande de palabras en cada línea, lo que le da una calidad muy sincopada.
El "Name drop" es otro recurso lírico de Steely Dan. En sus canciones abundan las referencias a lugares y personas reales. La canción "My Old School" es un ejemplo, pues se refiere a Annandale, es decir a Annandale-on-Hudson, en Nueva York, que es en donde se encuentra el Bard College, la escuela a la que asistieron y donde se conocieron; y el álbum Two Against Nature (2000) contiene numerosas referencias a la región de origen del grupo, el área metropolitana de Nueva York, incluido el distrito de Gramercy Park, The Strand Bookstore y la tienda de alimentos Dean & DeLuca. En la canción "Glamour Profession", la conclusión de un intercambio de drogas se celebra con bolas de masa en Mr. Chow, un restaurante chino en Beverly Hills. La banda incluso empleó la autorreferencia; en la canción "Show Biz Kids", los sujetos titulares son retratados sarcásticamente como dueños de "la camiseta de Steely Dan".
La banda también suele recitar el nombre de bebidas, típicamente alcohólicas, en sus canciones: bebidas como la cubalibre ("Daddy Don't Live in That New York City No More"), piña colada ("Bad Sneakers"), zombies ("Haitian Divorce"), vacas negras ("Black Cow"), whisky escocés ("Deacon Blues"), retsina ("Home at Last"), vino de toronja ("FM"), vino de cereza ("Time Out of Mind"), Cuervo Gold ("Hey Nineteen"), kirschwasser ("Babylon Sisters"), Tanqueray ("Lunch with Gina"), Cuban Breeze (la canción solista de Fagen "The Goodbye Look") y margaritas ("Everything Must Go") se mencionan en letras de Steely Dan.

## Miembros

### Miembros actuales
- Donald Fagen – voz principal, teclados (1972–1981, 1993–presente)

### Miembros anteriores
- Walter Becker – guitarra, bajo, voz principal y coros (1972–1981, 1993–2017; su muerte)
- Jeff "Skunk" Baxter – guitarra, coros (1972–1974)
- Denny Dias – guitarra (1972–1974, contribuciones de estudio hasta 1977)
- Jim Hodder – batería, voz principal y coros (1972–1974; fallecido en 1990)
- David Palmer – voz principal y coros (1972–1973)
- Royce Jones – coros, percusión (1973–1974)
- Michael McDonald – teclados, coros (1974, contribuciones de estudio hasta 1980)
- Jeff Porcaro – batería (1974, contribuciones de estudio hasta 1980; fallecido en 1992)

## Discografía

### Álbumes de estudio
- Can't Buy a Thrill (1972)
- Countdown to Ecstasy (1973)
- Pretzel Logic (1974)
- Katy Lied (1975)
- The Royal Scam (1976)
- Aja (1977)
- Gaucho (1980)
- Two Against Nature (2000)
- Everything Must Go (2003)